# Frank D. Gilroy
Pour les articles homonymes, voir Gilroy (homonymie).
Frank Daniel Gilroy, né le 13 octobre 1925 à New York, États-Unis, et mort le 12 septembre 2015, est un écrivain, romancier, dramaturge, scénariste, réalisateur et producteur américain de cinéma et de télévision. Il a reçu le Tony Award de la meilleure pièce et le prix Pulitzer de l'œuvre théâtrale pour sa pièce The Subject Was Roses en 1965.

## Biographie

### Vie privée
Il s'est marié à Ruth Dorothy Gaydos, avec laquelle il a eu trois fils, tous impliqués dans l'industrie cinématographique : Dan et Tony (réalisateurs et scénaristes) et John Gilroy (monteur).

## Œuvres littéraires

### Romans
- From Noon Till Three

### Pièces de théâtre
- The Middle World (1949)
- The Viewing (1957)
- Getting In (1957)
- Who'll Save The Plowboy? (1962)
- The Subject Was Roses (1964)
- Far Rockaway (1965)
- That Summer, That Fall (1967)
- Les Jeux de la nuit (The Only Game In Town) (1968), adapté au cinéma par George Stevens sous le titre Las Vegas, un couple en 1970.
- Present Tense: Four Plays (1972)

Come Next Tuesday
Twas Brillig
So Please Be Kind
Present Tense
- The Next Contestant (1979)
- Last Licks (1979)
- Dreams Of Glory  (1980)
- Real To Reel (1987)
- Match Point (1990)
- A Way With Words (1991)

A Way With Words
Match Point
Fore!
Reel to Reel
Give The Bishop My Faint Regards
- Give The Bishop My Faint Regards (1992)
- Fore (1993)
- Any Given Day (1993)
- Getting In (1997)
- Contact With the Enemy
- The Housekeeper
- The Lake
- Piscary
- The Fastest Gun Alive.

## Filmographie

### Scénariste
- 1997 : Money Plays (TV)
- 1958 : Texas John Slaughter (série TV)
- 1959 : Gundown at Sandoval
- 1960 : Le Héros du Pacifique (en) (The Gallant Hours)
- 1968 : Trois Étrangers (The Subject Was Roses), d'après sa pièce de théâtre
- 1969 : Ko ce da spase oraca (TV)
- 1970 : Las Vegas, un couple (The Only Game in Town)
- 1971 : Desperate Characters
- 1975 : The Turning Point of Jim Malloy (TV)
- 1977 : Quitte of Dubbel (TV)
- 1978 : Once in Paris...
- 1979 : Nero Wolfe (en) (TV)
- 1982 : La Flambeuse de Las Vegas (Jinxed!)
- 1985 : The Gig
- 1989 : The Luckiest Man in the World
- 1997 : Money Plays (TV)

### Réalisateur
- 1971 : Desperate Characters
- 1975 : The Turning Point of Jim Malloy (TV)
- 1976 : C'est arrivé entre midi et trois heures (From Noon Till Three)
- 1978 : Once in Paris...
- 1979 : Nero Wolfe (en) (TV)
- 1985 : The Gig
- 1989 : The Luckiest Man in the World

### Producteur
- 1971 : Desperate Characters
- 1978 : Once in Paris...
- 1985 : The Gig